# 'n Beetje
«'n beetje», también conocida como «Een Beetje» —en español: «Un poco»— fue la canción ganadora del Festival de la Canción de Eurovisión 1959. Interpretada en idioma neerlandés por Teddy Scholten, la canción fue la segunda victoria para los Países Bajos en los primeros cuatro años de la historia del Festival.
La canción es algo más rápida que las tres ganadoras anteriores, así como algo menos seria. Usa el habitual ritmo swing que predominaba antes del rock. Está cantada desde el punto de vista de una muchacha preguntada por su amado si es «fiel», a lo que contesta «Un poco». Esta admisión inusual está justificada después por la explicación de que nadie es completamente fiel a nadie. Scholten también grabó versiones en alemán («Sei ehrlich»), francés («Un p'tit peu»), italiano («Un poco») y sueco («Om våren»). Cantó una versión en inglés en la televisión británica, «The Moment».
Fue sucedida como ganadora de Eurovisión en 1960 por la canción «Tom Pillibi» de Jacqueline Boyer, representante de Francia.